# Louis Koo
Louis Koo Tin-Lok, nacido el 21 de octubre de 1970 en Hong Kong, es un actor y cantante chino. Es un notable actor de drama de televisión local la serie, ganador del premio a Mejor Actor de TVB en 1999 por el filme Detective Investigation Files IV.

## Carrera
Antes de formar parte en el mundo del espectáculo, Koo pasó 22 meses en la cárcel por robo. Koo no tenía una educación adecuada y decidió entrar al mundo del espectáculo después. Koo comenzó su carrera como modelo y actor de karaoke MTV, antes de convertirse en un artista reconocido y de bajo contrato con la TVB en 1993. Desde entonces ha debutado como actor en muchas series de televisión y anuncios publicitarios, que lo elevó a la popularidad a nuevas alturas en los últimos años. Desde que cambió su imagen por conseguir una imagen de "Bronceado extremo" (que ha sido reconocido así por los espectadores), su carrera ganó un gran impulso. Su estilo en distintivo ha cautivado al público de todas las edades. En 1999, fue honrado Koo como uno de los artistas más populares de TVB, ya que ganó varias premios y reconocimientos. En 2001, Koo cuando recibió una vez más otros reconocimientos, olvidó lo pasado cuando estaba detenido y encarcelado, ya que los reconocimientos premiaron su vida por su cambio de personalidad y elegancia, siendo una de las figuras masculinas de Hong Kong y de China más cotizados de 2001.

## Educación
Estudió en el St. Teresa's School Kowloon.

## Filmografía

### Como actor
| 2012 | Romancing in Thin Air           |                                  |  |         |                       |  |  |  |
| 2012 | All's Well, Ends Well 2012      |                                  |  |         |                       |  |  |  |
| 2011 | Magic to Win                    |                                  |  |         |                       |  |  |  |
| 2011 | Overheard 2                     |                                  |  |         |                       |  |  |  |
| 2011 | A Chinese Ghost Story           |                                  |  |         |                       |  |  |  |
| 2011 | Don't Go Breaking My Heart      |                                  |  |         |                       |  |  |  |
| 2011 | Mr. and Mrs. Incredible         |                                  |  |         |                       |  |  |  |
| 2011 | All's Well, Ends Well 2011      |                                  |  |         |                       |  |  |  |
| 2011 | The Road Less Traveled          |                                  |  |         |                       |  |  |  |
| 2010 | Triple Tap                      |                                  |  |         |                       |  |  |  |
| 2010 | All's Well, Ends Well 2010      |                                  |  |         |                       |  |  |  |
| 2009 | Overheard                       |                                  |  |         |                       |  |  |  |
| 2009 | Poker King                      |                                  |  |         |                       |  |  |  |
| 2009 | On His Majesty's Secret Service |                                  |  |         |                       |  |  |  |
| 2009 | All's Well, Ends Well 2009      |                                  |  |         |                       |  |  |  |
| 2009 | Accident                        |                                  |  |         |                       |  |  |  |
| 2008 | Connected                       |                                  |  |         |                       |  |  |  |
| 2008 | Run Papa Run                    |                                  |  |         | Best Actor Nomination |  |  |  |
| 2007 | Flash Point                     |                                  |  |         |                       |  |  |  |
| 2007 | Triangle                        |                                  |  |         |                       |  |  |  |
| 2007 | Protégé                         | Best Supporting Actor Nomination |  |         |                       |  |  |  |
| 2007 | Happy Birthday                  |                                  |  |         |                       |  |  |  |
| 2006 | Rob-B-Hood                      | Dos ladrones y medio             |  | Octopus |                       |  |  |  |
| 2006 | Dragon Tiger Gate               |                                  |  |         |                       |  |  |  |
| 2006 | Election 2                      |                                  |  |         |                       |  |  |  |
| 2005 | Election                        |                                  |  |         |                       |  |  |  |
| 2004 | Throw Down                      |                                  |  |         |                       |  |  |  |
| 2004 | Love on the Rocks               |                                  |  |         |                       |  |  |  |
| 2004 | Fantasia                        |                                  |  |         |                       |  |  |  |
| 2003 | Lost in Time                    |                                  |  |         |                       |  |  |  |
| 2003 | Naked Ambition                  |                                  |  |         |                       |  |  |  |
| 2003 | Good Times, Bed Times           |                                  |  |         |                       |  |  |  |
| 2003 | Why Me, Sweetie?!               |                                  |  |         |                       |  |  |  |
| 2003 | Love for All Seasons            |                                  |  |         |                       |  |  |  |
| 2002 | Mighty Baby                     |                                  |  |         |                       |  |  |  |
| 2002 | Women From Mars                 |                                  |  |         |                       |  |  |  |
| 2002 | Dry Wood, Fierce Fire           |                                  |  |         |                       |  |  |  |
| 2002 | Fat Choi Spirit                 |                                  |  |         |                       |  |  |  |
| 2002 | The Lion Roars                  |                                  |  |         |                       |  |  |  |
| 2001 | La Brassiere                    |                                  |  |         |                       |  |  |  |
| 2001 | The Legend of Zu                |                                  |  |         |                       |  |  |  |
| 2001 | Born Wild                       |                                  |  |         |                       |  |  |  |
| 2000 | Conman in Tokyo                 |                                  |  |         |                       |  |  |  |
| 2000 | Troublesome Night 7 \|          |                                  |  |         |                       |  |  |  |
| 2000 | For Bad Boys Only \|            |                                  |  |         |                       |  |  |  |
| 1999 | The Masked Prosecutor \|        |                                  |  |         |                       |  |  |  |
| 1999 | Century of the Dragon           |                                  |  |         |                       |  |  |  |
| 1999 | Bullets Over Summer \|          |                                  |  |         |                       |  |  |  |
| 1999 | Super Car Criminals \|          |                                  |  |         |                       |  |  |  |
| 1999 | Rules of the Game               |                                  |  |         |                       |  |  |  |
| 1999 | Troublesome Night 6 \|          |                                  |  |         |                       |  |  |  |
| 1999 | Troublesome Night 5 \|          |                                  |  |         |                       |  |  |  |
| 1998 | Troublesome Night 4             |                                  |  |         |                       |  |  |  |
| 1998 | The Suspect                     |                                  |  |         |                       |  |  |  |
| 1998 | God.com                         |                                  |  |         |                       |  |  |  |
| 1998 | Troublesome Night 3 \|          |                                  |  |         |                       |  |  |  |
| 1997 | Troublesome Night 2             |                                  |  |         |                       |  |  |  |
| 1997 | Troublesome Night               |                                  |  |         |                       |  |  |  |
| 1997 | Sealed with a Kiss              |                                  |  |         |                       |  |  |  |
| 1996 | Street of Fury                  |                                  |  |         |                       |  |  |  |
| 1996 | On Fire                         |                                  |  |         |                       |  |  |  |
| 1996 | Those Were The Days             |                                  |  |         |                       |  |  |  |
| 1994 | Let's Go Slam Dunk              |                                  |  |         |                       |  |  |  |

### Series de televisión
- 2001 A Step into the Past
- 2000 At the Threshold of an Era II
- 1999 At the Threshold of an Era
- 1999 Detective Investigation Files IV
- 1998 Burning Flame
- 1997 A Recipe for the Heart
- 1997 I Can't Accept Corruption
- 1997 Man's Best Friend
- 1997 War & Remembrance
- 1996 Cold Blood Warm Heart
- 1996 The Hit Man Chronicles
- 1995 Against the Blade of Honour
- 1995 The Condor Heroes 95
- 1995 Happy Harmony
- 1994 Class of Distinction
- 1994 Knot to Treasure